# John Gordon Gillanders
John Gordon Gillanders, kanadski letalski častnik, vojaški pilot in letalski as, * 26. avgust 1895, London, Ontario, † 1946, Ontario.
Stotnik Gillanders je v svoji vojaški službi dosegel 5 zračnih zmag.

## Življenjepis
Med prvo svetovno vojno je bil sprva pripadnik Kraljevega letalskega korpusa, nato pa RAFa.
14. marca 1918 je začel aktivno služenje na fronti; dosegel je 5 zračnih zmah s D.H.4.

## Odlikovanja
- Distinguished Flying Cross (DFC)